# Paraplatoides hirsti
Paraplatoides hirsti is een spinnensoort in de taxonomische indeling van de springspinnen (Salticidae).
Het dier behoort tot het geslacht Paraplatoides. De wetenschappelijke naam van de soort werd voor het eerst geldig gepubliceerd in 1992 door Marek Żabka.